# Hipersexualización en el anime

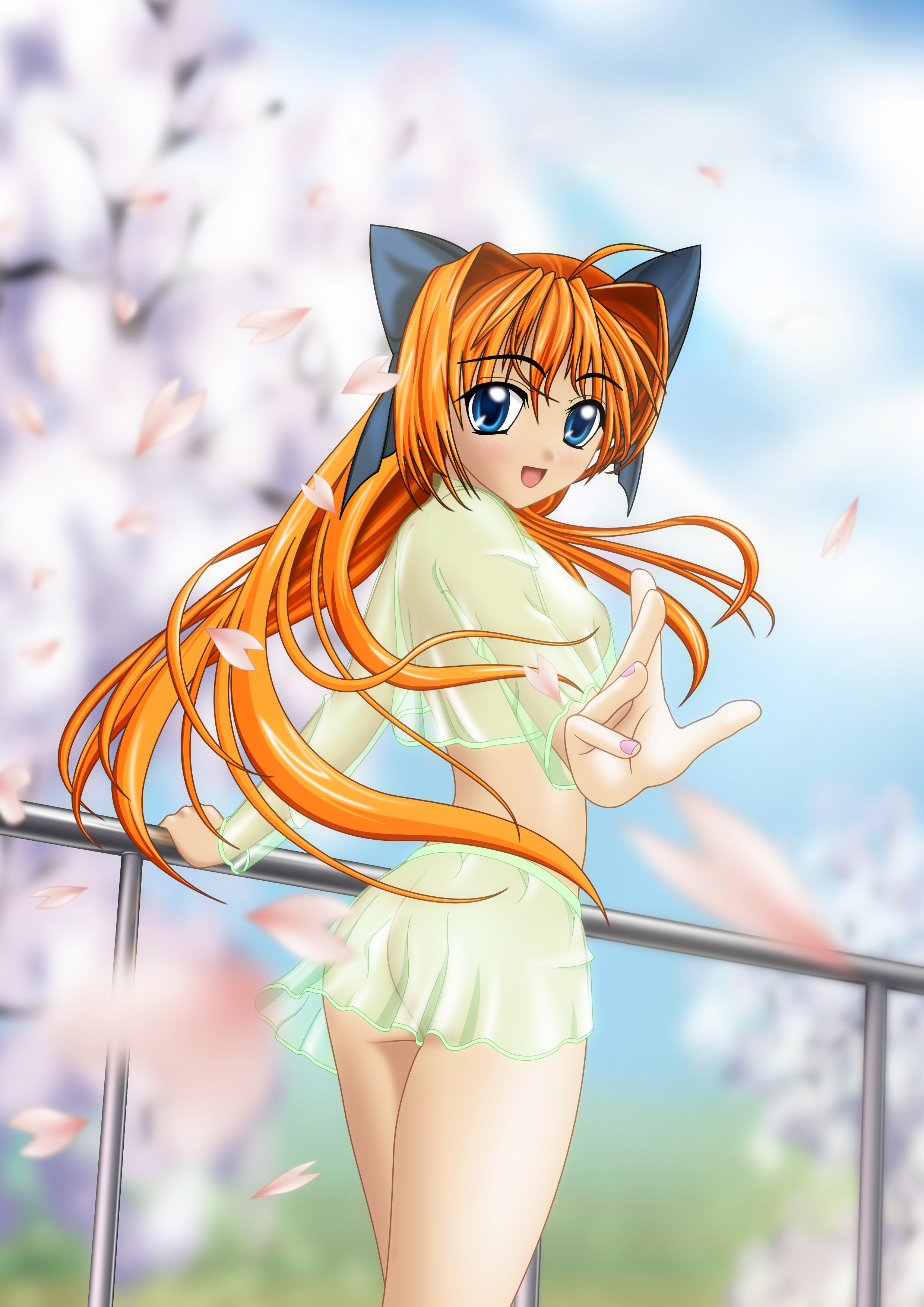
Personaje de anime

La hipersexualización en el anime  refiere a la tendencia de representar, destacar y atribuir características sexuales de manera desproporcionada a personajes ficticios pertenecientes a productos de entretenimiento de origen japonés. Esta tendencia se enfoca principalmente en personajes femeninos, siendo que, socialmente, atributos como la forma del cuerpo, vestimenta, habla, postura y expresiones adquieren una mayor relevancia a la hora de atraer al público objetivo, especialmente masculino, por medio del fan service.

## Orígenes culturales y de género en la sociedad japonesa
La llegada desde China del budismo y el confucianismo en el siglo VII transformó profundamente la ideología de Japón,  estableciéndose como corrientes predominantes de pensamiento. Este cambio facilitó la consolidación de un sistema patriarcal que desplazó el rol de la mujer en la sociedad japonesa, pues la búsqueda del propósito y trascendencia en la vida del hombre pasó a ser de mayor importancia. Así, la mujer quedó relegada a una posición de servicio y apoyo. Esta influencia china enseñaba a las jóvenes casaderas los valores de sumisión, obediencia y fidelidad al marido, para así, servir en su camino desde la “humildad”. Por consecuencia, hoy en día es un elemento que refleja las relaciones y roles de género en la sociedad japonesa y, con el capitalismo, se ha transformado en un elemento transmisor de violencia simbólica. 

## Estrategias de género y presión comercial
Cuando un manga es serializado en una revista, necesita mantener un cierto nivel de popularidad en los rankings para evitar su cancelación. Por esta razón, es común que los autores incluyan elementos de una forma más exagerada en el primer episodio como gancho para atraer a una mayor audiencia en el menor tiempo posible. Luego, estos elementos suelen mantenerse para fidelizar a los lectores.
Esto se ve especialmente en los géneros Shonen y Shojo, que están dirigidos a una audiencia adolescente, masculina y femenina, respectivamente. Estos géneros son usualmente de acción y romance, con elementos de comedia; Sin embargo, sigue siendo  frecuente encontrar elementos de hipersexualización.
Este fenómeno no se observa solo en el anime, sino también en videojuegos con este estilo de animación. Un ejemplo es Genshin Impact, en el cual los consumidores, principalmente seguidores de los géneros mencionados, concuerdan en que existe esta condición en los personajes. Los participantes destacan cómo la inclusión de elementos sexuales en el juego actúan como una herramienta para satisfacer las expectativas de los fans.

## Estereotipos y tropos comunes

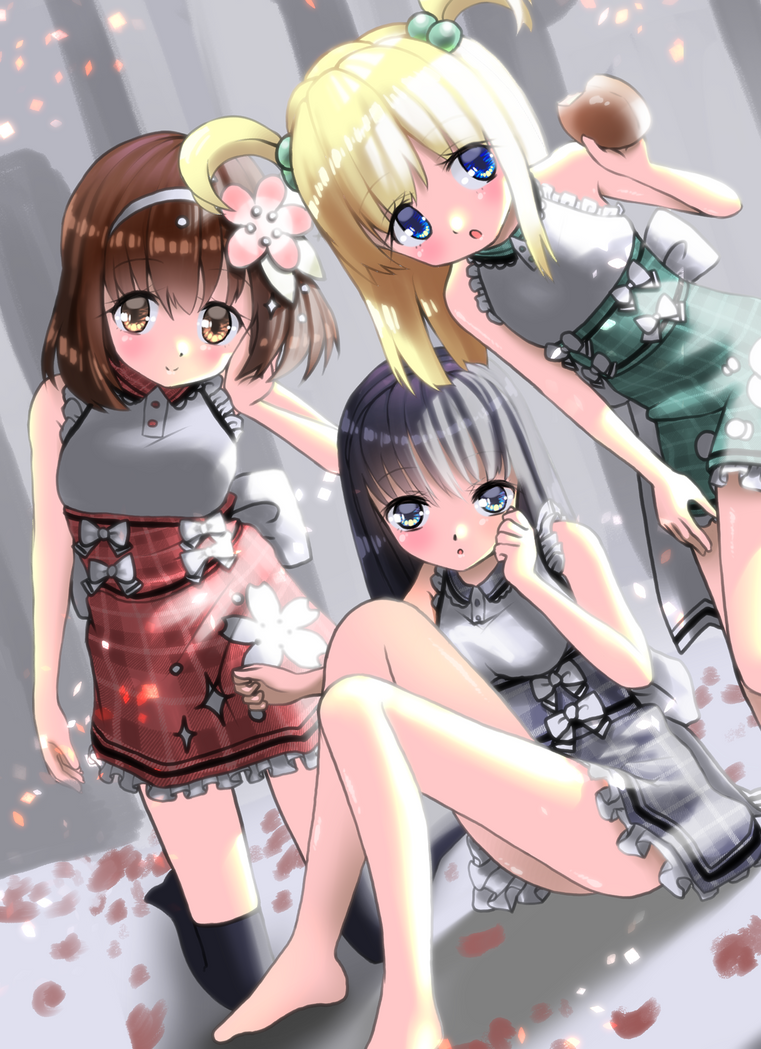
Enfoque en atributos femeninos

En el anime se produce una distorsión de los estándares de belleza femeninos, en la mayoría de ellos se puede observar comúnmente cuerpos que son muy delgados, con curvas exuberantes, atributos femeninos exaltados, pieles blancas y perfectas, con proporciones físicas inalcanzables. A pesar de que hay diversos tipos de cuerpos representados,  los más predominantes son aquellos que se idealizan. Podemos encontrar algunos personajes como Mitsuri Kanroji de Kimetsu no Yaiba y Nami de One Piece.

## Representación de menores de edad

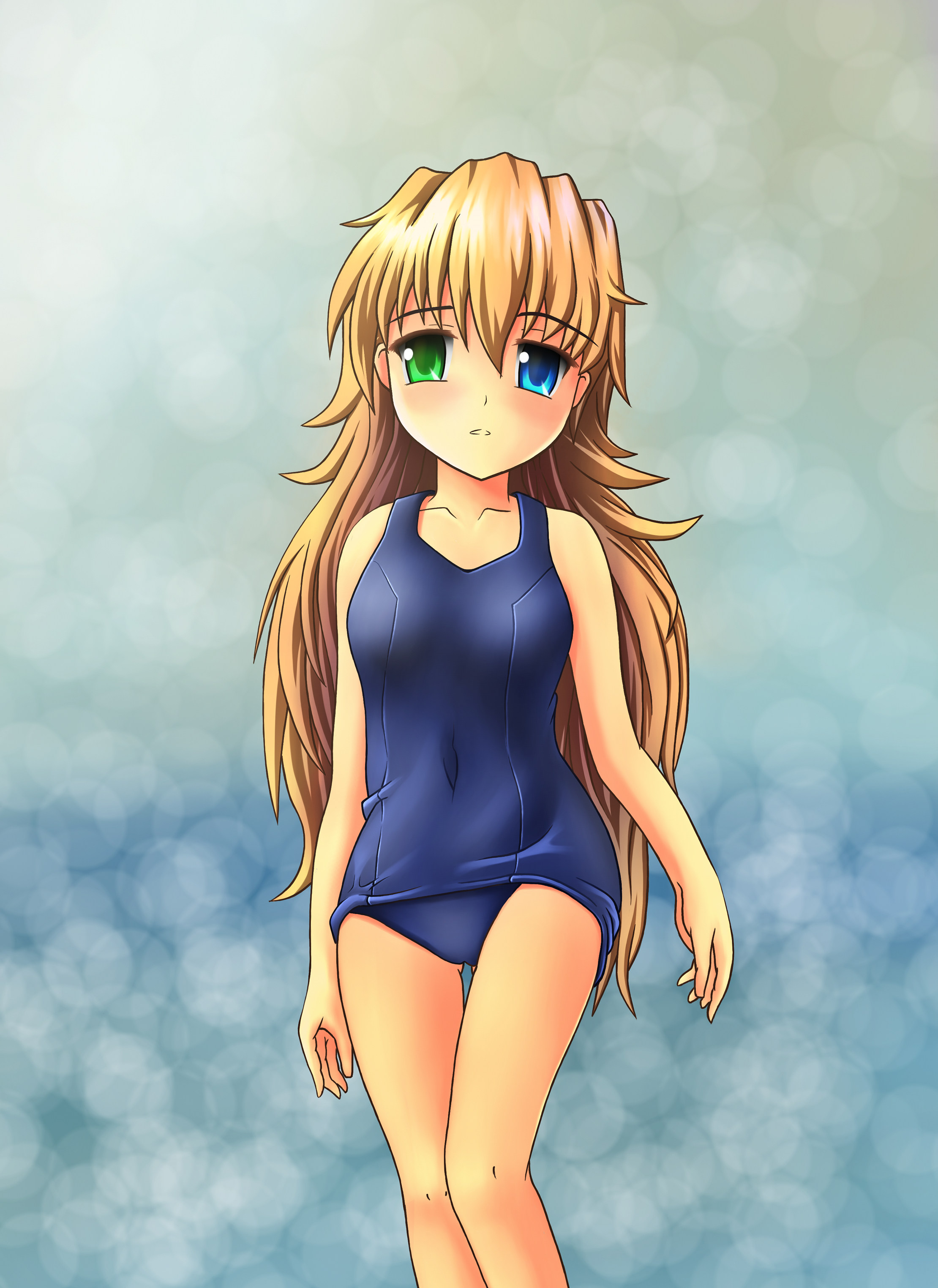
Chica anime

Dentro de los estilos artísticos e historias utilizados en estas obras, se puede encontrar el término lolicon, que es una forma simbólica de obediencia femenina, representada a través de la fragilidad, vulnerabilidad y ternura de los personajes, al mismo tiempo que son hipersexualizados y presentados como deseables. Esta representación resulta en el uso de la figura femenina como instrumento para establecer su sumisión; es un recurso común en el hentai, donde se explora un fetiche de sexualidad infantil.Este género de animación es completamente legal y puede incitar a la pedofilia y al incesto. De hecho, hasta el año 2015 el porno infantil no era ilegal en Japón. Esta ley fue aprobada en 2014 sin embargo, dieron un año de margen para que pudieran deshacerse de esta pornografía debido a que 1 de cada 10 hombres poseían dicho contenido.

## Impacto en los espectadores
El consumo del anime interfiere con la percepción de lo que debería ser el cuerpo ideal o como se debería ver una mujer. La visualización de estos cuerpos irreales tienen como consecuencia la cosificación sexual y posible daño en la salud mental.
El anime es parte esencial de la cultura japonesa donde los roles de género son tan tradicionales que se le define como las tres sumisiones de las mujeres en Japón: mujeres jóvenes sometidas a sus padres, mujeres casadas sometidas a sus esposos y mujeres de la tercera edad sometida a sus esposos, siendo subordinadas al poder masculino a cualquier edad.
Esta forma de animación es consumida de manera global, por lo que representando a los cuerpos femeninos con un sentido de hipersexualización puede proyectar valores patriarcales al resto del mundo.  Al mismo tiempo, la visualización del cuerpo femenino y su desnudez dan una herramienta adicional para darle más poder a lo masculino y aportar al orden androcéntrico. Se enfatizan atributos femeninos alrededor de partes como las piernas, pechos y glúteos que generan un proceso de erotización en las mujeres, pero también una sexualización precoz en las niñas y adolescentes.

## Perspectivas, críticas y debates
La hipersexualización de los personajes femeninos en el anime es visto como un tema muy controversial en la sociedad actual. Para muchos, el uso de estos estereotipos establecen los estándares negativos que impactan en la percepción y relevancia de una mujer, volviéndola solo en estos atributos físicos y deshumanizandola en el proceso. Esto también se relaciona con una desensibilización hacia el tema, lo cual normaliza la objetivación de la mujer a través de la ideas expuestas en medios de entretenimiento. Sin embargo, también se habla de esto como una mera expresión artística que explora distintas narrativas y estilos artísticos. El argumento por excelencia radica en destacar las diferencias culturales entre occidente y oriente, ya que se suelen abarcar diversos temas y expresiones de formas diferentes según sus raíces, historia y sociedad.